# Ацтекская чайка
Ацте́кская ча́йка, или смеющаяся чайка, или атлантический хохотун (лат. Leucophaeus atricilla) — птица семейства чайковых.

## Описание
Ацтекская чайка длиной примерно от 37 до 42 см, размах крыльев составляет от 98 до 110 см. С третьего года голова и ноги становятся чёрными, в то время как длинный, на конце немного согнутый клюв красным. Лоб низкий, сверху и снизу глаз имеются белые, тонкие, серповидные пятна. Кроющие тёмно-серые, внешние перья чёрные. Зимой они меняют свой цвет оперения на белый, клюв при этом чернеет.
Оперение молодых птиц коричневого цвета, в то время как брюхо и клюв бледно-серого, внешние перья, ноги и хвост чёрные. Вся голова коричневого окраса. Первое зимнее оперение спины тёмно-серого окраса, голова и шея постепенно переходят в белый цвет. Во вторую зиму этот белый цвет становится грязнее, в то время как хвост остаётся белым.
Очень громкий крик звучит как грубый, высокий смех.

## Распространение
Ацтекские чайки обитают обычно на восточном берегу США. Севернее они встречаются только летом. Области гнездования простираются от побережья Флориды через Карибское море и Калифорнию до северного побережья Южной Америки, редко птицы залетают в Западную Европу.

## Питание
Спектр питания ацтекских чаек состоит из водных беспозвоночных, насекомых, червей, падали и иногда рыб. При возможности они крадут корм у других птиц, а также их яйца и птенцов из чужих гнёзд. Чайки атакуют в полёте других птиц до тех пор, пока те не выронят свою добычу. Изредка ацтекские чайки кормятся растительной пищей.

## Размножение
Сезон гнездования моногамных ацтекских чаек начинается в раннем апреле и продолжается до июля. Гнездовые колонии могут быть очень обширными. Обычно гнездо устраивается вблизи побережья на земле или в растительности на пляже, в дельте реки или у пруда. Самка кладет от 2-х до 4-х (преимущественно 3) зеленоватых яйца и обе птицы высиживают их примерно от 21 до 23 дней. Птенцы покидают гнездо уже через несколько дней после появления на свет. Родители снабжают их кормом примерно 35 дней.